# Georges Lecomte
Pour les articles homonymes, voir Lecomte.
Georges Lecomte, né à Mâcon le 9 juillet 1867 et mort à Paris le 27 août 1958, est un critique, essayiste, historien, romancier français, élu à l'Académie française en 1924.

## Biographie
Né à Mâcon en 1867, fils d’un receveur des postes, Georges Lecomte fait ses études au lycée Lamartine de la ville et a pour condisciple Félix Fénéon ; à Paris, il étudie le droit et devient avocat stagiaire. Il se tourne vers le journalisme et vers le théâtre, où il débute en 1891 avec La Meule et Les Mirages.
Il est élu en mars 1907 au comité de la Société des gens de lettres (SGDL) en même temps que Jules Bois et Daniel Lesueur .
En mai 1907, il crée avec un certain nombre de confrères (parmi lesquels Edmond Haraucourt, J.-H. Rosny, Victor Margueritte, Daniel Lesueur, Maurice Leblanc, Marcel Prévost, etc.) la Société des romanciers et conteurs français : cette société est une association de défense morale et pécuniaire à l'usage des écrivains français dont les œuvres sont souvent trahies et pillées à l'étranger. Son objet est d'obtenir de bonnes traductions desdites œuvres par le recrutement de bons et probes traducteurs, et de sauvegarder à l'étranger les intérêts pécuniaires des écrivains traduits et reproduits. Le premier vice-président est Maurice Leblanc, tandis que l'agent général est Paul Fischer.
En 1908,  il est porté à la présidence de la SGDL et le reste deux ans tandis que les vice-présidents sont Daniel Lesueur et Jules Bois, puis Daniel Lesueur et Maurice Leblanc.  C'est sous sa deuxième présidence qu'est organisé le jubilé de la Société en juillet 1913 et créé le Denier des Veuves pour secourir les cas les plus criants des veuves d'écrivains. 
Il met toute son énergie et sa détermination à défendre les intérêts des écrivains français, et veille à ce que les droits des écrivains sur leurs œuvres soient respectés conformément aux règles de justice internationale proclamées à Berne, à Paris et à Berlin (ex. : le vote de la Douma en Russie, ou la reprise d'articles de journaux français par la presse roumaine).
L’Académie française lui décerne le prix Vitet en 1910. Georges Lecomte est  directeur de l'École Estienne de 1913 à 1934.
En 1924, il est élu membre de l'Académie française, et il en devient le secrétaire perpétuel en 1946. 
En août 1958, âgé de 91 ans, il meurt en son domicile 82 rue du Ranelagh dans le 16e arrondissement,.
Dreyfusard dans sa jeunesse, Il est pétainiste pendant la guerre.
Veuf de Berthe Godchau (1861-1933), Georges Lecomte est le père du romancier et journaliste Claude Morgan (1898-1980).

## Distinctions
- Grand-croix de la Légion d'honneur[8].
- Grand-croix de l'ordre de la Couronne en 1952 (Belgique).

## Principales publications

### Théâtre
- La Meule, pièce en 4 actes, Paris, Théâtre-Libre, 26 février 1891
- Mirages, drame en 5 actes, Paris, Théâtre-Libre, 6 mars 1893

### Romans
- Les Valets, roman contemporain (1898)
- La Suzeraine (1898 ; publié sous forme de roman-feuilleton dans Le Figaro du 30 décembre 1898 au 21 février 1899)
- La Maison en fleurs (1900)
- Les Cartons verts, roman contemporain (1901)
- Le Veau d'or (1903), lire en ligne sur Gallica
- Les Hannetons de Paris (1905)
- L'Espoir (1908)
- Bouffonneries dans la tempête (1921)
- La Lumière retrouvée (1923)
- Le Mort saisit le vif (1923)
- Le Jeune Maître (1929)
- Les Forces d'amour (1931)
- Je n'ai menti qu'à moi-même (1932)
- La Rançon (1941)
- Servitude amoureuse (1949)
- Le Goinfre vaniteux, roman comique et satirique (1951)

### Varia
- L'Art impressionniste d'après la collection privée de M. Durand-Ruel (1892), lire en ligne sur Gallica
- Espagne (1896)
- Les Allemands chez eux (1910)
- Les Lettres au service de la patrie (1917)
- Pour celles qui pleurent, pour ceux qui souffrent (1917)
- Clemenceau (1918)
- Au chant de la Marseillaise. Danton et Robespierre. L'Ouragan de la Marseillaise. Marceau et Kléber (1919)
- Louis Charlot (1925)
- A.Besnard, préface de Gustave Geffroy, Éditions Nilsson, Paris 1925
- La Vie amoureuse de Danton (1927)
- La Vie héroïque et glorieuse de Carpeaux (1928)
- Les Prouesses du Bailli de Suffren (1929)
- Le Gouvernement de M. Thiers (1930)
- Thiers (1933)
- Steinlen. Chats et autres Bêtes. Dessins inédits. Texte de Georges Lecomte (1933)
- Gloire de l'Île-de-France (1934)
- Ma traversée (1949)